# أوسكار أوتي
أوسكار أوتي (من مواليد 16 يوليو 1993) هو لاعب تنس ألماني.